# Queda do Vigário
A Cascata de Alte (mais conhecida por Queda do Vigário) é a parte terminal de uma sequência de cascatas formadas em tufos calcários existentes na ribeira de Alte em Alte, no Município de Loulé, no Algarve, Portugal. Tufo calcário é um tipo de rocha formada em águas de origem cársica que após perderem dióxido de carbono ficam sobressaturadas em carbonato de cálcio que se acumula no fundo de cursos de água, em cascatas, lagos ou qualquer outro ambiente aquático. Popularmente é designada de açude.